# Tamás Kulifai
Tamás Kulifai (ur. 4 maja 1989 w Budapeszcie) – węgierski kajakarz. Srebrny medalista olimpijski z Londynu.
Zawody w 2012 były jego pierwszymi igrzyskami olimpijskimi. Był drugi w kajakowych czwórkach na dystansie 1000 metrów, płynęli z nim Zoltán Kammerer, Dávid Tóth i Dániel Pauman. Był trzykrotnym medalistą mistrzostw świata – zdobył  złoto w K-2 na dystansie 500 metrów w 2011, srebro w K-4 na dystansie 1000 metrów w 2015 i oraz brąz w tej samej konkurencji w 2014. W 2013 był w K-4 na dystansie 1000 metrów trzeci na mistrzostwach Europy.